# Udvalget vedrørende Politiets og Forsvarets Efterretningstjenester
 Ikke at forveksle med Udvalget vedrørende Efterretningstjenesterne og Kontroludvalget vedrørende Politiets og Forsvarets Efterretningstjenester.
Udvalget vedrørende Politiets og Forsvarets Efterretningstjenester, også kaldet Wendler Pedersen-udvalget, var et udvalg, der blev nedsat af Justitsministeriet i 1998 med det formål at tage stilling til en række spørgsmål vedrørende danske personer og organisationer samt behandlingen og opbevaringen af efterretningstjenesternes oplysninger om disse. Udvalget, der havde sit populære navn efter formanden, højesteretsdommer Hugo Wendler Pedersen, skulle samtidig komme med forslag til ny lovgivning.
I udvalgets kommissorium indgik tillige spørgsmålet om borgernes adgang til at få oplyst, hvorvidt de er opført i PET og FET's registre. Udvalget skulle samtidig overveje behovet for og udformningen af en mere samlet regulering af efterretningstjenestens virksomhed.
Den 24. februar 2012 afgav udvalget betænkning nr. 1529/2012 om PET og FE på baggrund af dets arbejde.